# 지연 (2007년)
지연 (2004년 2월 13일~ )은 대한민국의 가수인데, 2024년 4월 4일 이후부터는 걸 그룹 〈tripleS(트리플에스)〉의 구성원으로 활동하고 있다.
2024년 4월 4일에 공개된, 모드하우스 소속의 걸그룹 tripleS의 S24 멤버이다.
공개일인 4월 4일과 tripleS의 첫 공개 영상 날짜가 일치한다. 즉, tripleS가 발표된 지 정확히 2년 만에 24명이 완성되었다.
활동명을 정하는 Gravity가 진행되었고, 최종적으로 본명의 가운데 글자만 제외한 '지연'이라는 활동명으로 결정되었다